# 1769.
◄ | 17. stoljeće | 18. stoljeće | 19. stoljeće | ►
◄ | 1730-ih | 1740-ih | 1750-ih | 1760-ih | 1770-ih | 1780-ih | 1790-ih | ►
◄◄ | ◄ | 1766. | 1767. | 1768. | 1769. | 1770. | 1771. | 1772. | ► | ►►
Arhitektura • Astronomija • Biologija • Glazba • Kazalište • Kemija • Kiparstvo • Knjige • Književnost • Kršćanstvo • Medicina • Politika • Pravo • Promet • Slikarstvo • Znanost

## Događaji
- Prva zakonska uredba o šumama (šumski red Marije Terezije, »potrajno gospodarenje«).

## Rođenja
- 15. kolovoza – Napoleon I. Bonaparte, francuski vojskovođa, državnik, car i vladar († 1821.)
- 14. rujna. – Alexander von Humboldt, njemački prirodoslovac i istraživač († 1859.)

## Vanjske poveznice
|  | Zajednički poslužitelj ima još gradiva o temi 1769. |